# Spalla cruda

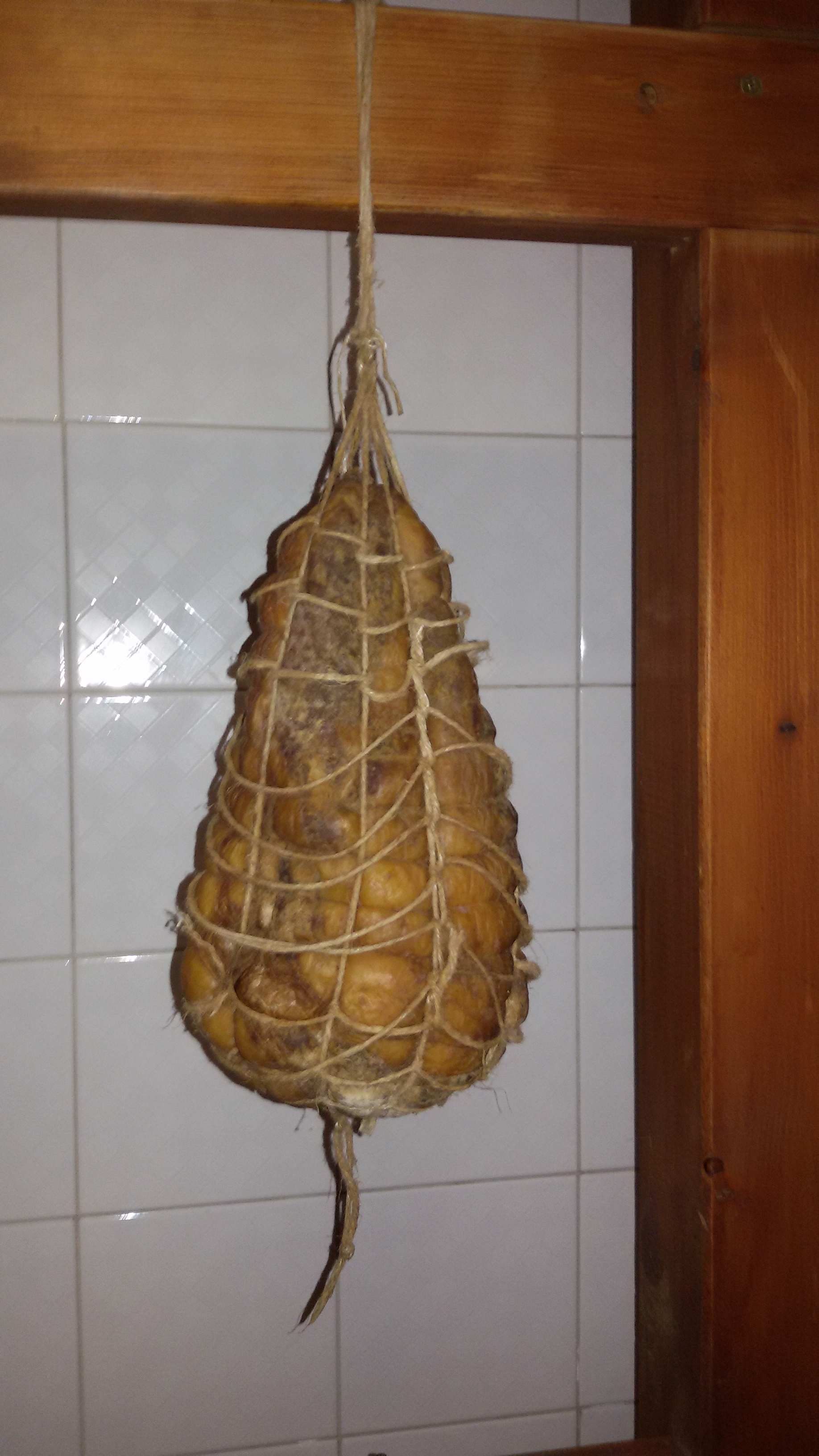
Spalla cruda mit dem charakteristischen schwanzähnlichen Endstück

Spalla cruda ist ein italienischer luftgetrockneter roher Vorderschinken aus der Provinz Parma in der Emilia-Romagna. Er gilt als seltene Spezialität der emilianischen Wurst- und Fleischwarenproduktion.

## Herstellung
Die Spalla cruda (italienisch für „rohe Schulter“) ist ein Produkt aus der sogenannten Bassa Parmense, wie das nördlich von Parma zum Po hin liegende Gebiet genannt wird. Das Zentrum der Produktion findet sich in Polesine Parmense, Sissa, Zibello und angrenzenden Ortschaften. Sie wurde erstmals 1170 im Zusammenhang mit der Ortschaft Palasone bei Sissa erwähnt, weshalb sie auch als Spalla cruda di Palasone bezeichnet wird. Von vielen wird sie als älteste Fleisch- und Wurstware in der Bassa Parmense angesehen, die insbesondere für die Produktion des Culatello di Zibello bekannt ist.
Für die Herstellung wird das Fleisch der Schweineschulter verwendet, das von Schweinen heimischer Schweinerassen stammt, die ein Schlachtgewicht von 220 bis 250 kg besitzen.
Spalla cruda kann mit und ohne Knochen hergestellt werden. Insbesondere die nicht entknochte Variante erfordert wegen des Fehlens jeglicher Konservierungsstoffe eine gewisse Sorgfalt bei der Reifung. Die Herstellung der Spalla cruda ist langwierig. Die um die 4 kg schweren Schweineschultern müssen bereits kurz nach der Schlachtung verarbeitet werden. Wegen fehlender Kühlmöglichkeiten in der Vergangenheit findet die Verarbeitung traditionell ausschließlich in den kalten Wintermonaten und nach wie vor manuell statt. Das Fleisch wird zunächst von der Schwarte befreit und mit grobem Salz und Pfefferkörnern gesalzen. Anschließend wird sie mit einer Lake aus Lambrusco, Knoblauch und Pfeffer bespritzt. Das Salzen und Bespritzen mit Lake wird je nach klimatischen Bedingungen sechs bis acht Tage lang wiederholt. Danach wird das überschüssige nicht absorbierte Salz entfernt und die Schulter in eine Schweineharnblase eingesackt und eingebunden.
Anschließend wird die Spalla cruda für etwa 20 Tage zum Trocknen aufgehängt. Früher trocknete er in einem Raum über der Küche oder in einem anderen mit Holz leicht geheizten Raum. Nach der Trockenphase reift der Schinken für 16 bis 20 Monate in alten Kellergewölben im Dunkeln heran. Mit Hilfe des charakteristischen feuchten, nebligen Klimas im Winter und den trockenen, heißen Sommern der Po-Ebene entwickelt der Schinken sein besonderes Aroma.
Spalla cruda besitzt einen wohlriechenden, intensiven Geruch mit einem leichten Hauch von Ammoniak, was auf die Verwendung der Schweineharnblase als Hülle zurückzuführen ist. Der leicht süßliche Geschmack besitzt Geschmacksnoten, die an Kastanien und leicht an Pfeffer erinnern. Er ähnelt in der Form dem Culattello di Zibello und besitzt zur einfacheren Unterscheidung ein schwanzähnliches Endstück aus Garn, mit dem der Schinken eingebunden wird. Spalla cruda gilt als „Königin“ der emilianischen Fleisch- und Wurstwaren. Seit 2006 hat Consorteria della spalla cruda di Palasone-Sissa eine Produktionsvorschrift ausgearbeitet, mit der das Produkt auch vermarktet wird. Wurden noch zu Beginn der 2000er Jahre nur wenige hundert Schinken hergestellt, konnte die Produktion nach Einrichtung der Consorteria auf mehrere tausend Stück gesteigert werden. Die Nachfrage übersteigt aber nach wie vor das Angebot.